# Erzbistum Grouard-McLennan
Das Erzbistum Grouard-McLennan (lateinisch Archidioecesis Gruardensis-McLennanpolitana, englisch Archdiocese of Grouard-McLennan) ist ein römisch-katholisches Erzbistum in McLennan in Alberta in Kanada.

## Geschichte
Das Bistum wurde zunächst am 8. April 1862 als Apostolisches Vikariat Athabaska Mackenzie aus dem Erzbistum Saint-Boniface ausgegründet. Am 3. Juli 1901 erfolgte die Umbenennung zum Apostolischen Vikariat Athabaska, am 15. März 1927 als Apostolisches Vikariat Grouard.
Am 13. Juli 1967 wurde das eigenständige Erzbistum Grouard-McLennan gegründet.

## Bischöfe
- 1862–1890 Henri Joseph Faraud OMI
- 1890–1929 Émile Grouard OMI
- 1929–1937 Joseph-Wilfrid Guy OMI, dann Bischof von Gravelbourg
- 1938–1953 Ubald Langlois OMI
- 1953–1972 Henri Routhier OMI
- 1972–1996 Henri Légaré OMI
- 1996–1998 Henri Goudreault OMI
- 2000–2006 Arthé Guimond
- seit 2006 Gérard Pettipas CSsR

## Weblinks

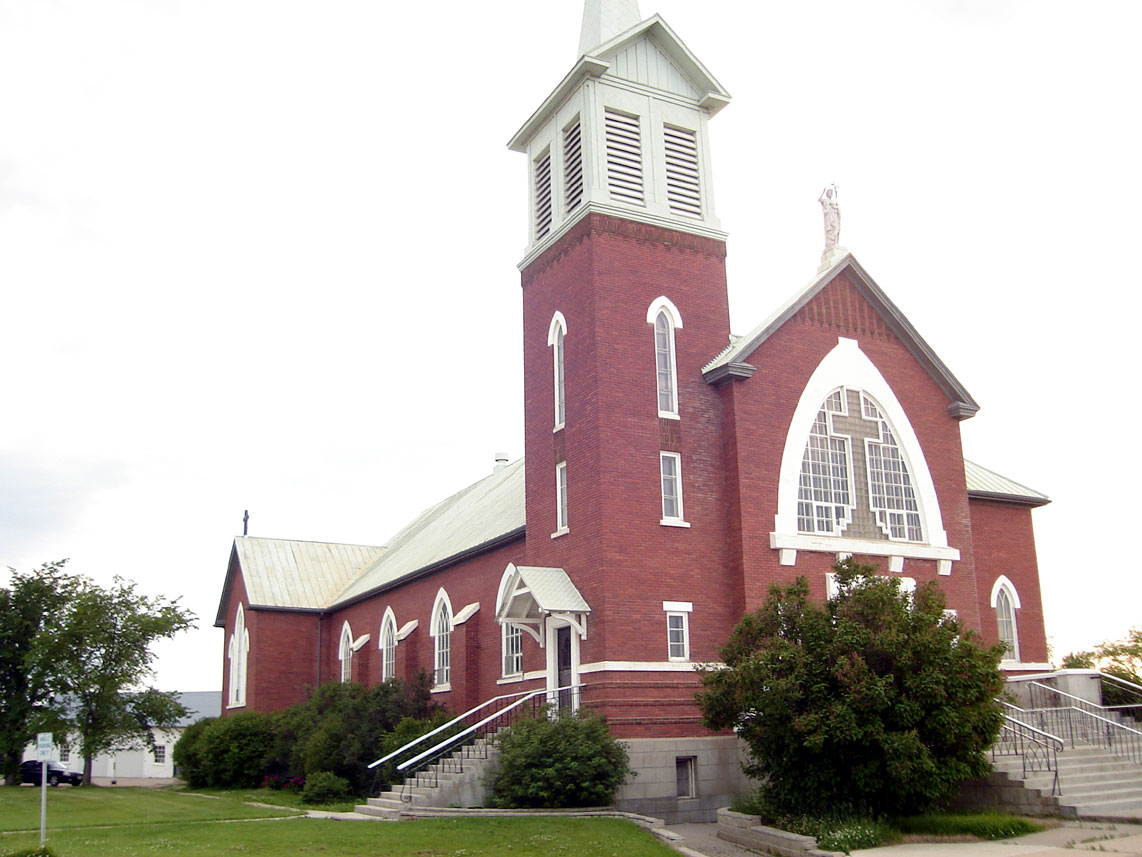
Kathedrale Saint-Jean-Baptiste